# Clark megye (Illinois)
Clark megye az Amerikai Egyesült Államokban, azon belül Illinois államban található. Megyeszékhelye és legnagyobb városa Marshall. Lakosainak száma 15 455 fő (2020. április 1.).

## Szomszédos megyék
- Edgar megye
- Crawford megye
- Coles megye
- Vigo megye
- Sullivan megye
- Jasper megye
- Cumberland megye

## Népesség
A megye népességének változása:
| Lakosok száma | 16 294 | 16 217 | 16 298 | 16 182 | 15 979 | 15 455 |
|               | 2010   | 2011   | 2012   | 2013   | 2015   | 2020   |